# Jan Hovius
Jan Hovius (Opende, 7 november 1900 – Apeldoorn, 7 april 1979) was een Nederlands predikant en hoogleraar binnen de Christelijke Gereformeerde Kerken.

## Biografie
Hovius volgde lessen aan de Christelijke Kweekschool te Dokkum en was aangesloten bij de Christelijke Gereformeerde Kerk van Kornhorn. Hovius werd toegelaten tot de Theologische School toen nog in Den Haag. Hij was in 1924 kandidaat. Datzelfde jaar trouwde hij met Martina Daleboudt. Zijn eerste gemeente werd Sneek. In 1927 vertrok hij naar Nieuwe Pekela. In 1941 nam hij een beroep aan naar Zwolle. Binnen de zending fungeerde hij secretaris. Ook op de synode vervulde hij regelmatig deze rol. 
In 1947 werd hij hoogleraar kerkrecht en kerkgeschiedenis aan de Theologische Hogeschool Apeldoorn. Op 14 november 1947 hield hij zijn inaugurele rede getiteld Geschiedeniswaardering bij Hendrik de Cock. In 1950 oreerde hij over De positie van de vrouw in Christus' kerk; in 1954 over Het toezicht op de Dienaren des Woords door de kerkelijke vergaderingen, in 1962 over Het verband tussen onze Belijdenis en onze Kerkorde. Zijn afscheidscollege gaf hij op 13 januari 1972, behandelde 'Notities betreffende de Synode te Emden 1571 en haar artikelen'
In het boek 'k Zal gedenken beschreef hij de geschiedenis van de Theologische Hogeschool (nu TUA)
Ter gelegenheid van zijn veertigjarige ambtsbediening in 1964, werd hij benoemd tot ridder in de Orde van de Nederlandse Leeuw. 
Hovius overleed op 7 april 1979

## Persoonlijk
Een van zijn dochters trouwde met dr. W. van 't Spijker, die in 1972 zijn schoonvader als hoogleraar kerkrecht en kerkgeschiedenis opvolgde. 

## Publicaties
- Kerkelijke eenheid aller gereformeerden? (1933)
- De internationale beteekenis der afscheiding in "Bij de wenteling van het eeuwgetij der scheiding" (1934)
- Geschiedwaardering bij Hendrik de Cock, rede bij de aanvaarding van het hoogleeraarsambt (1947)
- De positie van de vrouw in Christus' kerk (1950)
- Behooren de diakenen tot den kerkeraad? (1951)
- De catechisatie (1964)
- Om 'de ware religie te onderhouden' in "Woord en Kerk" (1969)
- Preken in de serie Uit de Levensbron tussen 1927 - 1948

- Biografisch Portaal: 18515607
- International Standard Name Identifier: 0000 0003 9828 3813
- Nederlandse Thesaurus van Auteursnamen: 068560575
- Virtual International Authority File: 234666905
- WorldCat: E39PBJkD4BDpxMwGGWR8TQtBT3